# Волфганг Гефген
Волфганг Гефген (на немски: Wolfgang Gäfgen; роден 12 септември 1936 г. в Хамбург) е германски художник, работещ основно в областта на рисунките, графиката, колажите и фотографията.
От 1983 до 2002 г. преподава в Държавната академия за изящни изкуства в Щутгарт.
Негови творби са част от колекциите на Националната галерия на САЩ и на Нюйоркския музей за съвременно изкуство (MoMA).